# Lucy May Boring
Lucy May Day Boring (27 de agosto de 1886 - 26 de julho de 1996) foi uma psicóloga americana.

## Início da vida
Lucy May Day nasceu em 27 de agosto de 1886 em Framingham, Massachusetts. Ela frequentou o Mount Holyoke College, obtendo seu BA em matemática em 1908. Ela completou o doutorado em psicologia experimental na Cornell University com Edward Titchener, recebendo seu Ph.D. em 1912. Sua dissertação enfocou a visão periférica das cores.[carece de fontes?]
Embora Titchener fosse seu conselheiro, ela não pôde participar de seu grupo de pesquisa e discussão, os "Experimentalistas de Titchener", já que ele se recusava terminantemente a permitir que mulheres participassem. Em uma ocasião, porém, ela ouviu de uma sala vizinha com a porta entreaberta.
Em 1914, ela se casou com Edwin G. Boring, um colega estudante de Cornell sob Titchener. Eles ficaram noivos em outubro de 1911 e se casaram no dia seguinte ao de seu doutorado. Ela lecionou brevemente no Vassar College e no Wells College antes, em suas próprias palavras, "desistir de uma carreira pela vida familiar", quando o primeiro de seus quatro filhos nasceu em 1916. No entanto, ela continuou a ajudar o marido em seu trabalho e "lia (e aconselhava) todos os livros e artigos" que ele escrevia.
Ela teve uma bolsa honorária na Clark University de 1919-1922, onde ela e seu marido (também um companheiro) tornaram-se amigos de Marjory Bates Pratt e Carroll C. Pratt.

## Vida posterior
Em 1951, os Borings compraram uma fazenda em Harbourside, Maine; eles dividem seu tempo entre lá e Cambridge.
Lucy Boring morreu em 26 de julho de 1996 em Cambridge, Massachusetts.